# Basta S.A.
Basta S.A. es un relato corto de Stephen King, publicado en su galardonada colección de cuentos El umbral de la noche de 1978. A diferencia de la mayoría de los otros cuentos de este libro, este relato había sido inédito hasta febrero de 1978, bajo la editorial Doubleday.
Basta S.A. es una de las obras menos conocidas de King, pero apareció en la colección Mejores historias de detectives del año de Edward D. Hoch. La trama sigue al descubrimiento de Dick Morrison de los brutales métodos de ejecución utilizados por Basta S.A., la empresa a la que recluta para ayudarlo a dejar de fumar. Como la gran parte del trabajo de King, este cuento presenta elementos de ficción de terror, que intentan inducir sentimientos de terror y suspenso en el lector, y sátira. El cuento fue adaptado en una sección de la película de antología de terror estadounidense Cat's Eye de 1985.

## Argumento
Richard "Dick" Morrison, un fumador de mediana edad, se encuentra en el Aeropuerto Internacional John F. Kennedy cuando se encuentra con Jimmy McCann, su antiguo compañero de cuarto de la universidad y compañero de trabajo de la agencia de publicidad. Jimmy, que había sido un fumador empedernido en la universidad, le da crédito a una empresa llamada Basta S.A., por ayudarlo a dejar el hábito y recomienda que Dick pruebe sus servicios. La firma tiene una tasa de éxito del 98% y garantiza que la persona nunca volverá a fumar. Dick, que trabaja en publicidad, se muestra reticente ya que nunca ha visto a esta firma anunciada en vallas publicitarias o medios impresos, a lo que Jimmy dice que es una firma pequeña con todos los clientes que pueden manejar únicamente de boca en boca. Antes de irse, Jimmy le da una tarjeta de presentación a Dick, quien rápidamente la encasilla.
Un mes después, cuando Dick no está contento en su trabajo, recurre a la bebida y la tarjeta de presentación de Jimmy se cae de la billetera de Dick cuando le paga al camarero. Como la dirección está cerca del bar, Dick decide ir a Basta S.A. sólo por diversión. Dick conoce a Victor Donatti, quien será su consejero para dejar de fumar. Donatti cuenta la historia de la empresa, que fue fundada por un jefe de la mafia de Nueva Jersey que había sido un gran fumador y se dio cuenta, antes de morir de cáncer de pulmón, que debía ayudar a otros a dejar de fumar. Dick todavía está inquieto, especialmente porque Donatti hace muchas preguntas sobre la familia Morrison sin revelar los métodos utilizados.
Al día siguiente, Donatti le dice a Dick que han averiguado toda la información relevante sobre su familia. Aunque Donatti le asegura a Dick que la empresa mantiene la información personal de los clientes en la más estricta confidencialidad, Dick está disgustado y consternado por lo que se ha descubierto. Donatti luego le muestra a Dick su método: el entrenamiento de aversión, demostrando como están electrocutando a un conejo para que sea entrenado a no comer. Donatti advierte a Dick que estará bajo vigilancia y que si lo descubren fumando, la familia de Dick será enviada a la "habitación del conejo".
Durante el primer mes, Dick tendrá vigilancia las 24 horas para asegurarse de que no está fumando y durante el segundo y tercer mes, la vigilancia se reduce a 18 horas al día ("pero nunca sabrá cuáles dieciocho", advierte Donatti). Durante el cuarto mes (cuando a menudo ocurren las recaídas), la vigilancia se prolonga hasta las 24 horas. Desde el quinto mes hasta un año en el programa, la vigilancia se reducirá a 12 horas diarias. Después de eso, la vigilancia consiste en controles aleatorios durante el resto de su vida. Los brutales métodos de ejecución utilizados por la empresa son descargas eléctricas no mortales de intensidad creciente para su esposa, Cindy, una segunda infracción para él, y la tercera para los dos. Una cuarta infracción involucraría golpizas a su hijo, y las infracciones subsecuentes resultarían en más viajes a la sala de choque con voltaje más alto y más golpizas dolorosas de su hijo y esposa. Después de la novena infracción, los brazos de su hijo se romperían. Finalmente, si Dick comete una décima infracción, sería ejecutado a tiros, y Donatti comentó que "se convertiría en parte del 2% de los no regenerados".
Donatti dice que Dick no debería preocuparse demasiado por la tortura, ya que el 40% de los clientes de la empresa nunca violan el acuerdo en absoluto, y solo el 10% está sujeto a una cuarta infracción o más. Donatti dice que el mayor problema de Dick probablemente será la tentación como resultado de la disponibilidad, ya que hay un quiosco de periódicos en el vestíbulo del mismo edificio en el que se encuentra la empresa, y venden todas las marcas de cigarrillos. El deseo de Dick de recaer se ve superado por el miedo a la vigilancia y la tortura, que él mismo lo oculta a su esposa para no asustarla.
Pasan los meses y Dick es fiel a su determinación de dejar de fumar, incluso en un momento en el que bebió en exceso en una fiesta; todavía está lo suficientemente sobrio como para rechazar una oferta de fumar. Poco a poco pierde el nerviosismo físico de dejar de fumar, pero el deseo psicológico por el tabaco se mantiene fuerte. Un día, durante un atasco estresante, el deseo de Dick se apodera de él y encuentra un viejo paquete de cigarrillos en la guantera, enciende un cigarrillo, pero lo apaga después de solo tres caladas. Después de que el tráfico se despeja, Dick llega a una casa vacía y una llamada de Donatti le informa que tienen a su esposa. Dick se dirige a Basta S.A. solo para ser retenido por un ejecutor de la mafia y observa cómo Cindy se sorprende en un ambiente bajo. Después de la conmoción, Dick habla con Cindy en privado, quien está perdonando y apoyando que, según ella, Donatti lo haya "dejado salir de una prisión".
Poco después de la conmoción, Dick había ganado peso por su obesidad y Donatti obtiene unas pastillas para adelgazar prohibidas para que logre un peso ideal. Si Dick se desvía de este objetivo, Donatti amenaza con cortar el dedo meñique derecho de su esposa. Dick se ejercita y se mantiene en forma, y le da la tarjeta de presentación a un barman, haciéndose eco del comienzo de la historia. La historia termina cuando Dick y Cindy conocen a los McCann, y Dick se da cuenta de que a la esposa de Jimmy le falta el dedo meñique de la mano derecha.

## Temas

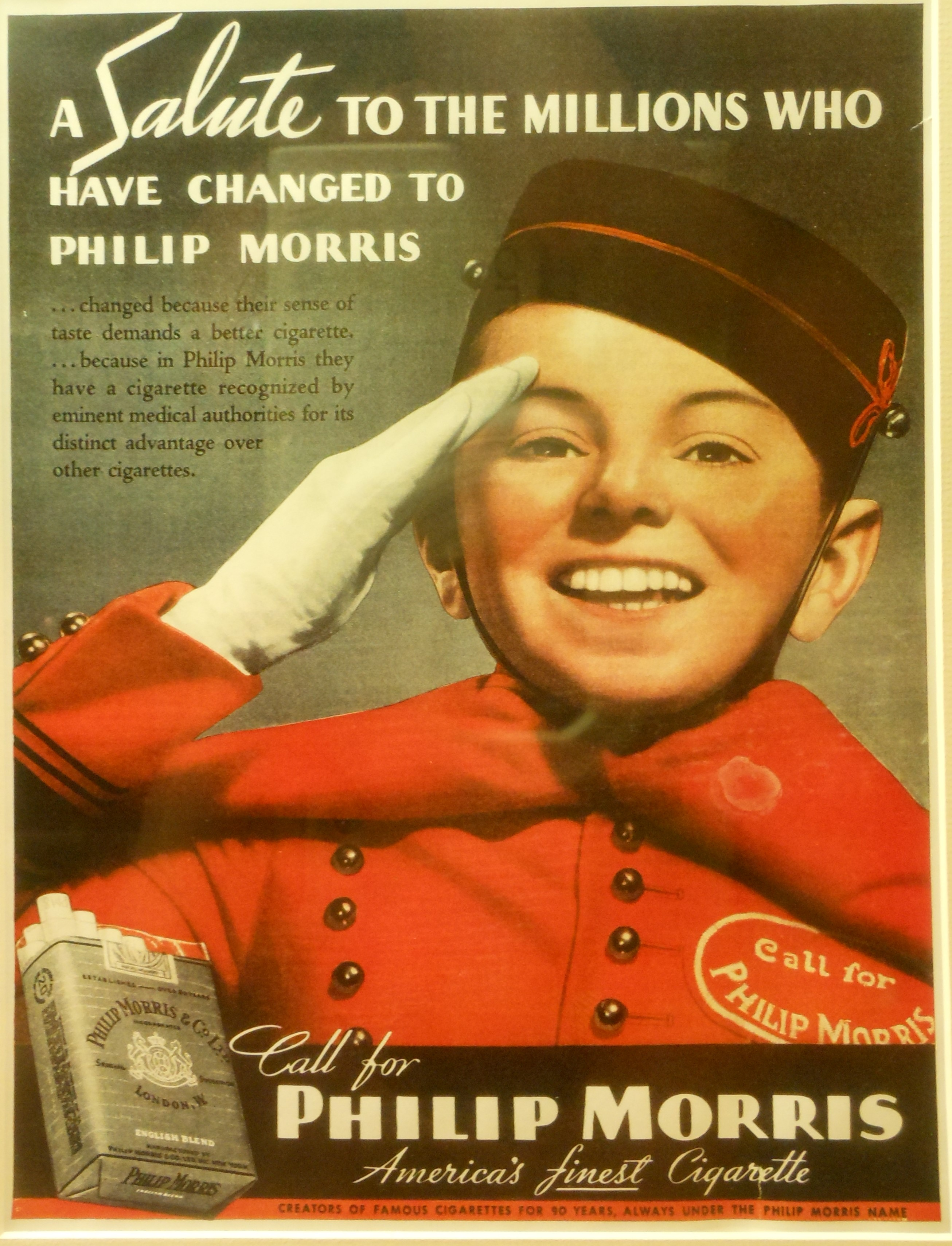
Anuncio de cigarrillos Philip Morris de a principios del. El nombre del protagonista de la historia, Dick Morrison, hace referencia a esta empresa.

King conecta su estilo clásico de terror con el humor en Basta S.A., mientras cuenta la historia de cómo la amenaza de un castigo radical puede frenar rápidamente la adicción al tabaco. Los nombres de los personajes principales del texto, Dick Morrison y Jimmy McCann, se refieren a la empresa tabacalera Philip Morris y a la empresa de publicidad McCann. La historia retrata a la clase media alta a finales de la década de 1970, particularmente la forma en que el tabaquismo estaba generalizado en la cultura popular. Cuando King estaba escribiendo esta historia, el movimiento para dejar de fumar comenzaba a ser cada vez más popular en los Estados Unidos. Esto comenzó con los ricos en puestos gerenciales superiores que, como King, podían "permitirse" el esfuerzo para dejar de fumar. Aunque King escribió anteriormente sobre personajes de cuello azul, hay un cambio aquí en Basta S.A., donde King explora los horrores de la clase alta.
La Dra. Katherine Hawley dice que a través del cuento, King cuestiona cómo las estrategias de responsabilidad social plantean dilemas éticos en torno al autocontrol. Ella escribe que las promesas y los contratos directos generan nuevas obligaciones morales, y cuando ponemos los intereses de otras personas en riesgo, debemos ser realistas sobre nuestras perspectivas de éxito. La formalización de esto mediante la promesa, como lo hace Dick con Donatti, agrega una dimensión ética. Esto quiere decir que, en Basta S.A., incluso si Dick logra renunciar, el peligro en el que coloca a su familia es moralmente aborrecible e indignante, dice Hawley.
Basta S.A. se ha utilizado para discutir el enfoque de la comunicación de personajes en la literatura estadounidense moderna. Según la Dra. Tatjana Rusko, Donatti utiliza un enfoque emocional para el manejo de impresiones cuando intenta intimidar a Dick. Ella afirmó que cuando Dick está en el relato por primera vez, el discurso de Donatti es inquebrantable y persuasivo. Utiliza un tono asertivo y la repetición del pronombre personal "nosotros" para presentar una imagen deseada y, como escribe Rusko, un efecto hipnótico. Ella escribe que la referencia al conocido gurú Dale Carnegie, es un gancho que Donatti usa para manipular a Dick.
Mark Browning dice que el relato se puede describir con mayor precisión como una historia de lo inesperado. También establece un vínculo entre esta historia y el relato de Roald Dahl El hombre del sur (1954), especialmente porque ambas presentan a la esposa de un personaje menor a quien le cortaron el meñique.
Tony Magistrale dice que la ficción de King es en gran parte de naturaleza satírica, que "revela miedos y fantasías culturales colectivas que no se expresan en la vida cotidiana. Escribe que el trabajo de Stephen King apunta principalmente a criticar la pérdida de dignidad a través de la falta de uno mismo. -control e impotencia. Ben P. Idick dice que el terror de las obras de King, como Basta S.A., es que combina miedo y realismo.

## Elementos autobiográficos

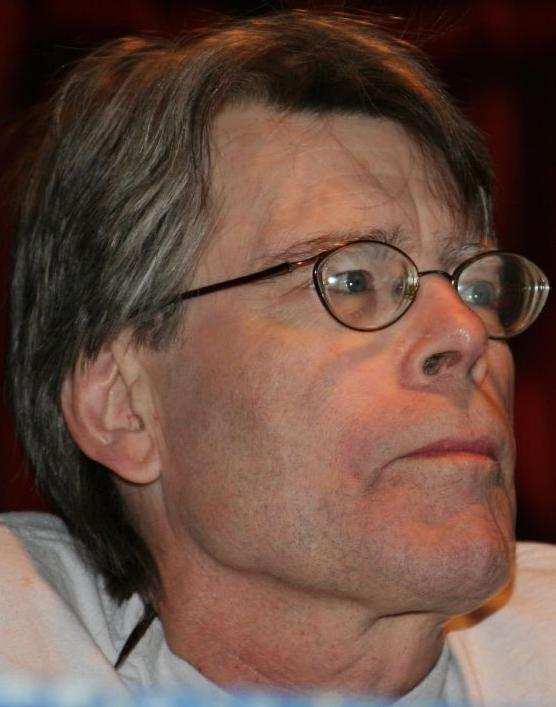
El autor Stephen King emplea elementos de autobiografía en sus muchas obras, incluidos los relatos de la colección de cuentos El umbral de la noche.

El propio King ha criticado el psicoanálisis varias veces a lo largo de su carrera. King intenta transmitir la maldad de los especialistas en psicología del comportamiento desde su punto de vista, según la Dra. Lenore C. Terr. Ella dice que King desarrolló su miedo infantil a la psiquiatría, a pesar de la posibilidad de que pudiera haberlo ayudado. En Basta S.A., esto se manifiesta en el aterrador consejero de adicciones Vincent Donatti, y la sátira del 'gurú' de superación personal Dale Carnegie. Esto es similar a otra historia, El Coco, donde el personaje homónimo del cuento, que ha asesinado a tres niños pequeños, se disfraza de psiquiatra. Además, como King sufría de insomnio y pesadillas en su juventud, Terr dice que tradujo estas pesadillas a otros a través de su ficción de terror.
A principios de la década de 1970, King desarrolló una grave adicción al alcohol que persistiría durante más de una década. Su adicción al alcohol, las drogas y los cigarrillos era tan grave que King dice que apenas recuerda haber escrito su novela Cujo de 1981. Como el protagonista en Basta S.A., King fue dependiente de la nicotina durante décadas. Pensó en los cigarrillos como un estimulante para su imaginación y dice que dejar de fumar hizo que su escritura "se ralentizara". Como resultado de esta lucha de toda la vida, la adicción fue un tema clave que apareció en varias de las obras de King, en particular Misery (1987) y Basta S.A. (1978).

## Adaptaciones

### Cat's Eye
El relato fue adaptado a la gran pantalla en 1985, como parte de la película de antología de terror Cat's Eye, junto con La cornisa y General (un relato exclusivo para la película). Esta dramatización presenta a James Woods como Dick Morrison y Alan King como el Dr. Vincent Donatti, fue producida y distribuida por Metro-Goldwyn-Mayer. Al igual que las otras adaptaciones, esta película minimiza el horror del original, elevando el humor en la obra. La película comienza en Nueva York con un gato que se ha escapado y es capturado por un agente de la empresa. La principal diferencia entre la adaptación es la sustitución del conejo del relato original por un gato, que al igual que el conejo, luego se electrocuta para molestar a Dick. La antología termina igual que en el texto del relato, con la amenaza de que si Dick compensa fumar con comer en exceso, el dedo meñique de su esposa será cortado. Pasando luego a Atlantic City, el gato es adoptado por Cressne, un gánster que acaba de enterarse de la aventura de su esposa (el comienzo de La cornisa).
En Cat's Eye, el intento de Dick de fumar en secreto conduce a una cadena de clichés de terror; truenos y relámpagos, arrastrándose por la casa por la noche, un destello impactante en su propio reflejo y una bolsa de golf que salta a Dick desde un armario. En una escena, una fiesta llena de humo de cigarrillo conduce a vívidas alucinaciones y surrealismo donde Dick ve una figura extraña sentada en el sofá y exhala el humo lentamente. La escena final, en la que obtenemos un primer plano del dedo perdido de la esposa de Jerry, es cuando recibimos la confirmación de que las experiencias de Dick fueron reales, según Mark Browning.

### Otras adaptaciones
- La película de Bollywood, No Smoking, es un thriller psicológico neo-noir basado libremente en este mismo relato de King. La historia sigue a K (John Abraham), un fumador empedernido que acepta dejar de fumar para salvar su matrimonio asistiendo a un centro de rehabilitación, pero es atrapado por Baba Bengali (Paresh Rawal) quien seguramente lo hará dejar de fumar.[26][27]
- "Bigalow's Last Smoke" (1985), un episodio de Tales from the Darkside: Mr. Bigalow, un fumador empedernido, se despierta para encontrarse atrapado en una réplica de su propio apartamento. En la pantalla del televisor, aparece una figura misteriosa que lo somete a pruebas de resistencia para obligarlo a dejar de fumar, lo que lo lleva al borde de la cordura.[28]